# Abraham Kall
Abraham Kall, född den 2 juli 1743, död den 5 december 1821, var en dansk historiker. Han var son till Johan Christian Kall och dotterson till Andreas Wøldike.
Kall var universitetsbibliotekarie 1765–1780 och därefter professor i historia till sin död; han blev etatsråd 1811. Han deltog i stiftandet av Selskabet for Borgerdyd (1785) och Borgerdydskolen på Kristianshavn (1795). Kall var en utomordentligt lärd man och hade ett mycket stort bibliotek, men författade endast mindre avhandlingar. Hans Verdenshistorie (1776) var under många år en mycket använd skolbok. Kall utgav åttonde och nionde delarna av Suhms Danmarks Historie (1806–1812) och lämnade andra vetenskapsmän god hjälp vid deras arbeten.